# 盲視
盲視（もうし、英: blindsight）とは、視野の一部分において知覚的には盲である人物が、知覚的な経験('クオリア')を伴うことなく、視覚刺激への何らかの応答を示す現象のことである。Type 1の盲視では、被験者はどのような刺激に対しても意識(アウェアネス)を生じないが、視覚刺激の位置や運動の種類などの性質を、しばしば強制的選択や"当てずっぽうのつもり"で答えることで、チャンスレベル以上の有意な水準で予測できることができる。Type 2の盲視では、被験者はたとえば盲領域の刺激が動いていることなどについて意識することはできるが、視覚的な感覚経験は生じない。このことは、たとえば、自分の追跡眼球運動が正常に機能している様子を自分で意識することで、生じている可能性もある。盲視は、視覚に関与する脳の損傷によって生じる。

## 詳細
脳の視覚情報処理は、いくつかの段階を経て行われる。脳における最初の視覚皮質である一次視覚野の損傷は、破壊された皮質部位に対応する視野位置において盲を生じる。盲が生じている領域はスコトマ(scotoma)と呼び、これは損傷した半球とは反対側の視野に生じるもので、視野の一部分から、視野全体にわたることもある。
一次視覚野(V1)を損傷した場合、スコトマに提示された刺激について意識することはできなくなる。しかし、Lawrence Weiskrantzらが1970年代に示した研究によれば、スコトマに刺激が提示されたかどうかを推測するよう被験者に強制すると、チャンスレベル以上の正答率で応答するものもいたという。観察者が意識していない刺激を検出できる、というこの能力は、刺激の弁別でも可能であった(たとえば、スコトマに提示されたのが'X'なのか'O'なのかを応答する課題)。こうした一般的な現象は、"盲視"と名づけられた。
神経学的な視点からすれば、V1の損傷により盲が生じるのは不思議なことではない。脳における視覚情報処理は階層的に行われる(領野間でのクロストークや、フィードバックも存在はする)。V1はこの階層構造における最初の皮質領野であり、網膜から外側膝状体を経てV1に伝送された視覚情報は、通常はさらに高次の視覚野で処理を受けるが、V1の損傷によりこれらの視覚情報は損なわれる。しかしながら、網膜からV1へいたる経路は、皮質へ情報を伝達する最も主要な経路であっても、唯一の経路ではない。盲視を示す被験者で視覚が残存していることは、V1を経由せずに高次視覚野へ投射する経路によると、一般的には考えられている。驚くべきことは、このようにして生じた高次視覚野での活動が、V1が存在しないときには視覚的意識(アウェアネス)を生じえないように見えることである。
盲視はアントン症候群として知られる、一種の病態失認 とは逆の現象とも考えられる。これは、完全な皮質盲では、視覚をあたかも経験しているかのように振舞うことがあるためである。
医師で小説家のロビン・クックは、盲視について多くの作品を発表している。

## 関連文献
日本語のオープンアクセス文献
- 大前彰吾「ASCONE2007吉田正俊先生講義録「盲視が明らかにする「気づき」 (awareness) の脳内情報処理」」『日本神経回路学会誌 = The Brain & neural networks』第15巻第4号、日本神経回路学会、2008年12月5日、289-297頁、doi:10.3902/jnns.15.289、NAID 10025185257。